# Berthold Laufer

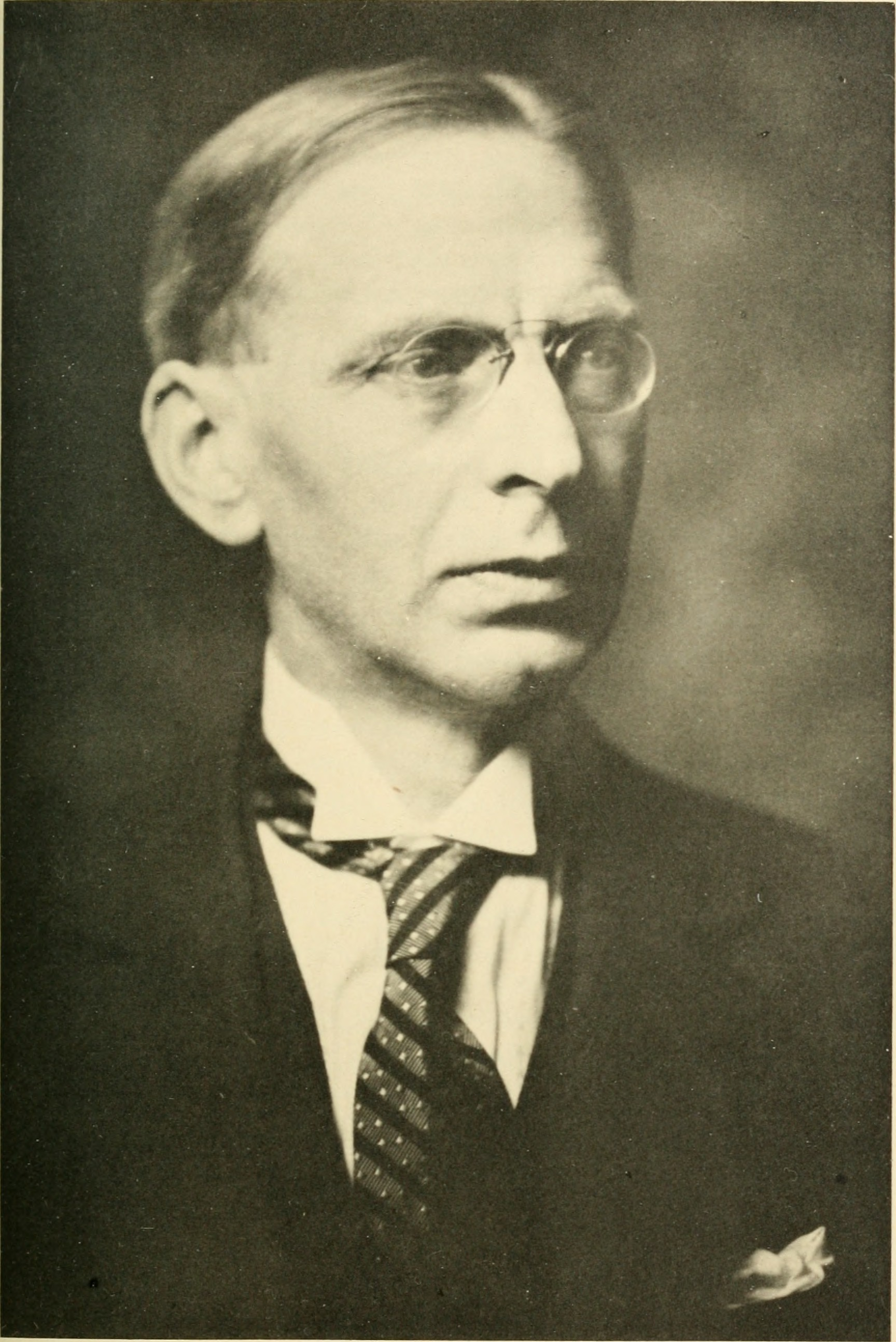
Berthold Laufer

Berthold Laufer (Keulen, 11 oktober 1874 - Chicago, 13 september 1934) was een Duits-Amerikaans sinoloog, tibetoloog en antropoloog.
Laufer volgde het Friedrich Wilhelms Gymnasium in Keulen van 1884-1893, vervolgde zijn studie tot 1895 in Berlijn en behaalde zijn doctoraal aan de Universiteit van Leipzig in 1897.
Het jaar erop emigreerde hij naar de Verenigde Staten. In 1898-1899 voerde hij etnografisch veldwerk uit op de rivier Amoer en het eiland Sachalin in oostelijk Rusland, als onderdeel van de Jesup North Pacific Expedition.
Hij werkte als assistent in de etnologie bij het American Museum of Natural History (1904-1906) en werd lector in de antropologie en Oost-Aziatische talen op de Columbia-universiteit (1905-1907). De rest van zijn loopbaan werkte hij voor het Field Museum of Natural History in Chicago.
In 1934 vond hij de dood door van het dak te springen van het hotel waar hij verbleef in Chicago.